# Ernst Illing

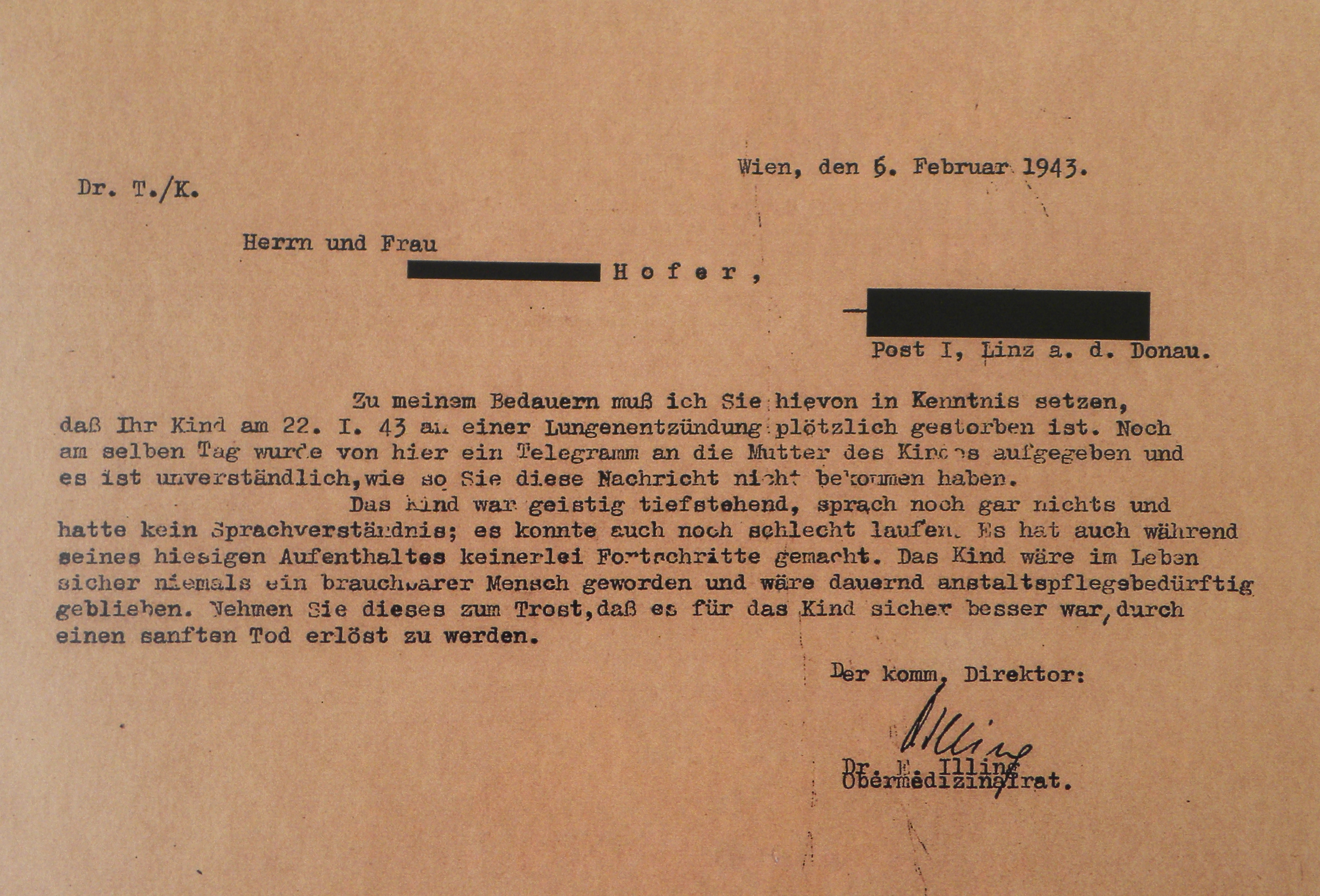
Brief von Ernst Illing an die Eltern eines in der Kinderfachabteilung „Am Spiegelgrund“ ermordeten Kleinkindes

Ernst Robert Gerhard Illing (* 6. April 1904 in Leipzig; † 30. November 1946 in Wien) war ein deutscher Psychiater und Neurologe und im Rahmen der Kinder-Euthanasie an NS-Krankenmorden beteiligt.

## Leben
Illing studierte Medizin und promovierte  1929 an der Universität Leipzig mit der Dissertation „Über kongenitale Wortblindheit“ (angeborene Schreib- und Leseschwäche) zum Doktor der Medizin. Zum 1. Mai 1933 trat er der NSDAP bei (Mitgliedsnummer 2.429.747). In der Partei übernahm er unter anderem das Amt eines Blockleiters. Nach seiner Facharztausbildung zum Nervenarzt war Illing ab 1933 am Städtischen Krankenhaus St. Georg in Leipzig und danach an der Psychiatrischen Klinik der Universität Leipzig tätig. Illing wechselte 1935 an die Landesanstalt Görden in Brandenburg an der Havel. Dort wurde er Ende 1938 Oberarzt und stellvertretender Direktor unter Hans Heinze. Ab 1938 war er zudem Gauhauptstellenleiter für Propaganda im Rassenpolitischen Amt der NSDAP. Illing referierte über das Gesetz zur Verhütung erbkranken Nachwuchses, forderte die Bevorzugung gesunder kinderreicher Familien und die Einweisung „Asozialer“ in Arbeitslager.
Nach Beginn des Zweiten Weltkrieges war er bis Oktober 1941 als Oberarzt bei der Luftwaffe eingesetzt. Vom 1. Juli 1942 bis April 1945 war Illing an der Wiener städtischen Jugendfürsorgeanstalt „Am Spiegelgrund“ als ärztlicher Direktor tätig. Er folgte in dieser Funktion offiziell Erwin Jekelius nach, der bereits Anfang 1942 zur Wehrmacht eingezogen wurde.
Illing, als Leiter der Kinderfachabteilung der Anstalt Brandenburg-Görden bereits an der Kinder-Euthanasie beteiligt, unterstand auch die Kinderfachabteilung „Am Spiegelgrund“. Im Zweiten Weltkrieg wurden in der Wiener Kinderfachabteilung mindestens 789 behinderte und/oder verhaltensauffällige Kinder durch Verabreichung von Schlafmitteln, durch Mangelernährung oder Unterkühlung umgebracht. Hier fanden auch Tbc-Versuchsreihen mit Impfstoffen in Zusammenarbeit mit der Wiener Universitätsklinik statt. Zur Diagnose tuberkulöser Sklerose wurden mittels Enzephalographien an Kindern medizinisch nicht notwendige Eingriffe vorgenommen.
Nach Kriegsende wurde Illing verhaftet und war vom 15. bis 18. Juli 1946 mit den Ärztinnen Marianne Türk und Margarethe Hübsch im ersten Steinhof-Prozess vor dem Volksgericht Wien angeklagt. Türk wurde zu einer Haftstrafe von zehn Jahren verurteilt und Hübsch aus Beweismangel freigesprochen. Illing wurde aufgrund der Gabe todbringender Medikamente und Lumbalpunktionen sowie der Verordnung beziehungsweise Verabreichung todbringender Medikamente in etwa 200 Fällen zum Tode verurteilt. Das Urteil wurde durch Hängen im November 1946 vollstreckt. Ein weiterer beteiligter Arzt, Heinrich Gross, wurde erst 1950 zu zwei Jahren Kerker verurteilt.